# Diocèse de Thiès

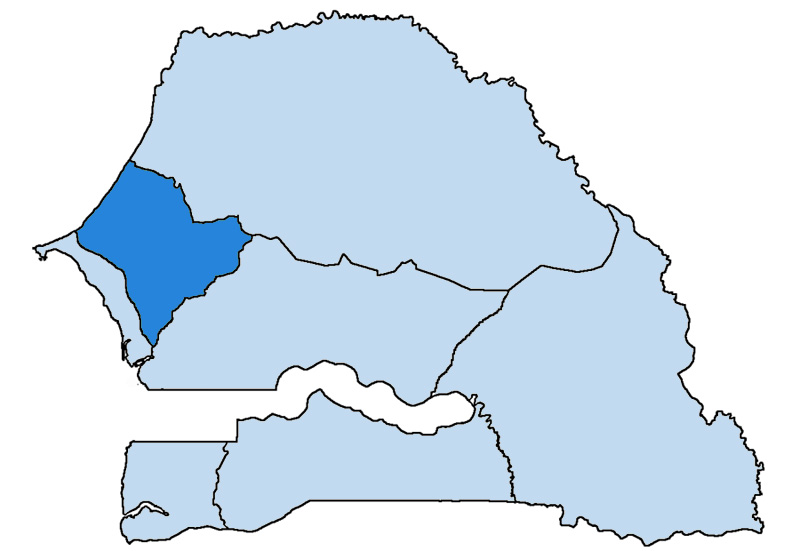
Carte du diocèse de Thiès

Le diocèse de Thiès est l'un des sept diocèses suffragants de Dakar (Sénégal). Érigé le 6 février 1969 par division de l’archidiocèse de Dakar, il est situé à 70 km au nord-est de la capitale du Sénégal. Son premier pasteur fut Mgr François-Xavier N'Dione (1969-1985). À sa mort, l’abbé André Sène administra le diocèse (1985-1987). 

## Historique
Le 17 octobre 1986, le pape Jean-Paul II nomma le deuxième évêque en la personne de l’abbé Jacques Sarr, Directeur des Œuvres de l'Archidiocèse de Dakar. La nouvelle fut accueillie avec reconnaissance et foi. Il fut sacré le 1er mars 1987 à Thiès par le cardinal Thiandoum. Le nouvel évêque prit comme devise : « Ma lumière et mon salut, le Seigneur ».
Le territoire du diocèse comprend les départements de Thiès et de Tivaouane dans la région de Thiès et ceux de Bambey, Diourbel et Mbacké dans la région de Diourbel. Il englobe aussi une partie de la communauté rurale de Njoop dans la région de Fatick. Soit une superficie de 9.055 km² et une population estimée à plus de 2 millions d’habitants. 
Plus de 95 % de cette population sont constitués de musulmans. Du reste, le diocèse de Thiès abrite les capitales religieuses des deux plus grandes confréries musulmanes du pays : le Mouridisme (Touba) et le Tidjanisme (Tivaouane). 

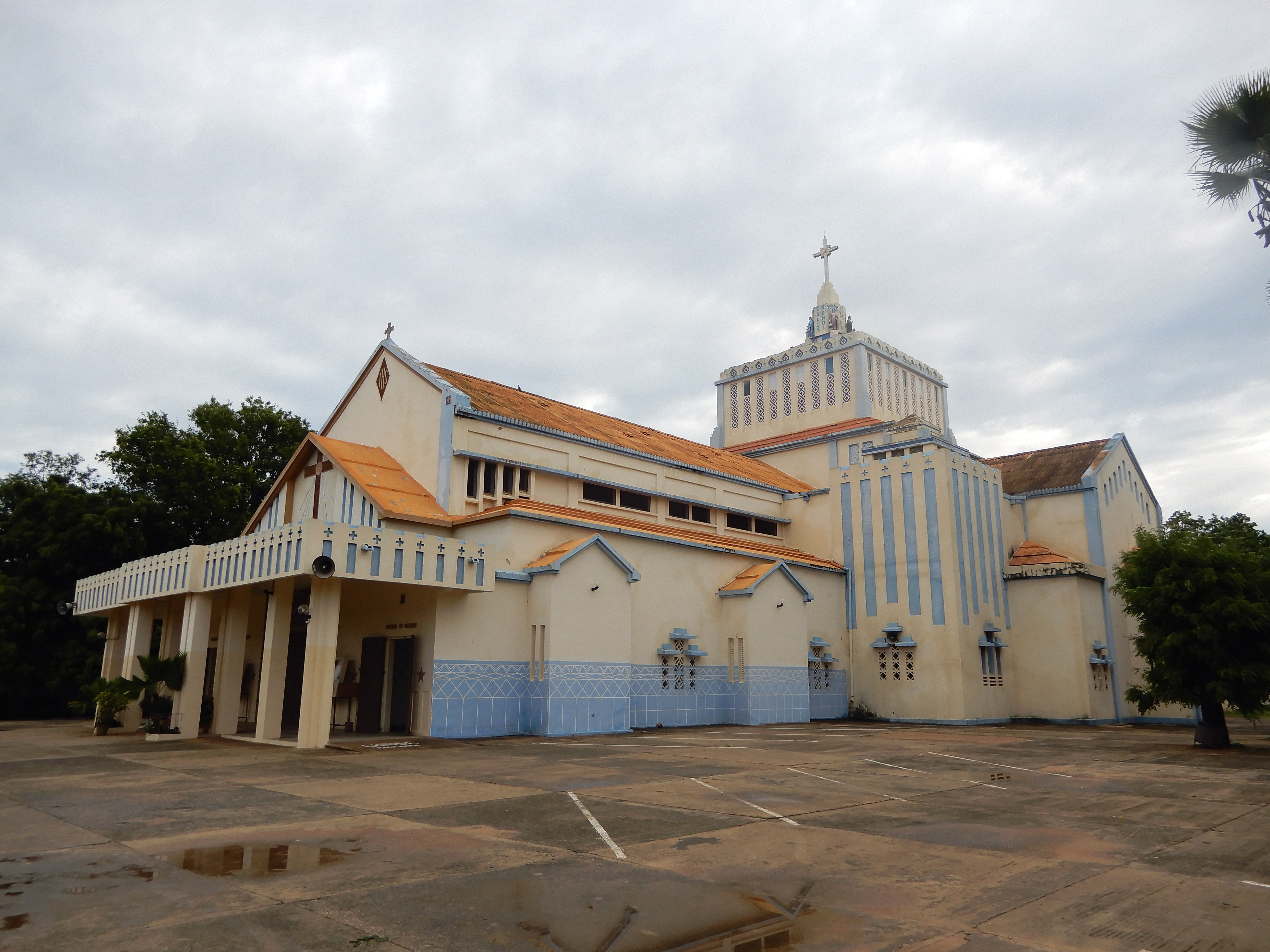
La cathédrale Saint-Anne de Thiès.

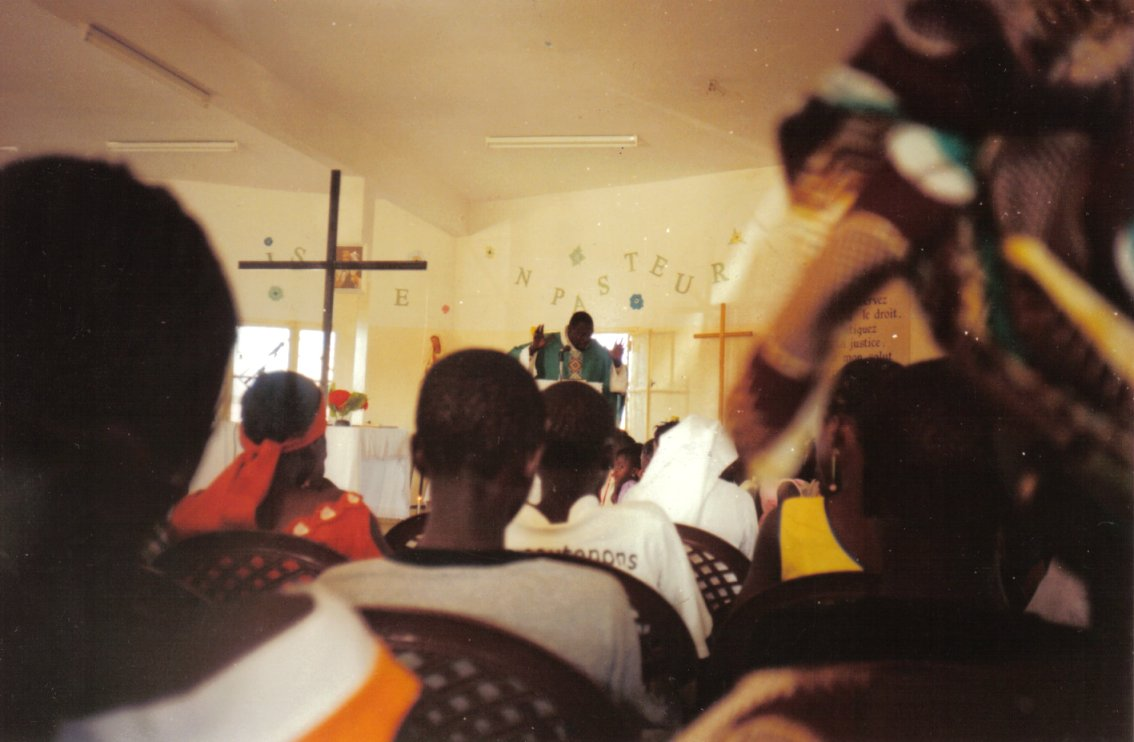
Messe du dimanche à Thiès.

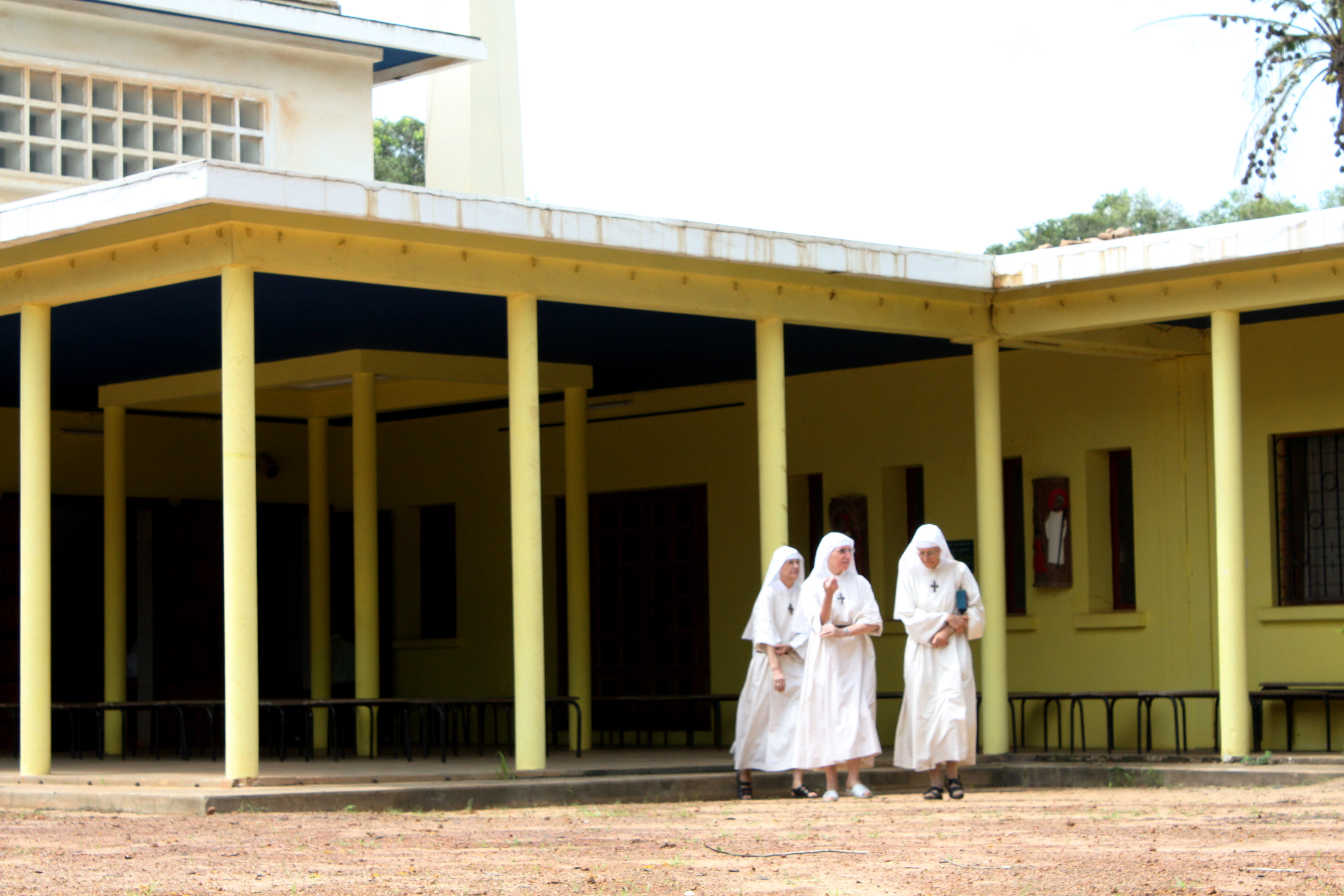
Bénédictines à l'abbaye de Keur Moussa.

Les statistiques estiment les catholiques et les catéchumènes à environ 52 461, répartis dans les 23 paroisses et quasi-paroisses que compte le diocèse. Les prêtres sont 81, dont 75 du clergé diocésain. Les religieux et les religieuses en service ou en mission d’étude sont nombreux et actifs. Leurs "Unions" constituent des instances de rencontres et de concertation. Le diocèse abrite deux monastères : Keur Moussa et Keur Guilaye.
Les laïcs se retrouvent dans différentes associations et développent de plus en plus une conscience d’Église en prenant au sérieux la formation qui leur est proposée et en œuvrant pour une réelle prise en charge de leur Église. Se conformant à l’enseignement de l'exhortation apostolique Christifideles laici de Jean-Paul II (1998), ils s’efforcent « d’unir leur vie » et « considèrent les activités de la vie quotidienne comme une occasion d’union à Dieu et d’accomplissement de sa volonté, comme aussi de service envers les autres hommes » (n° 17). 
Le plan pastoral en est à sa deuxième année d’exécution.
Monseigneur Jacques Sarr est décédé le mardi 18 janvier 2011 à l'âge de 76 ans à l'hôpital principal de Dakar.